# Richard Hennessy
Richard Hennessy (Irlandais : Ristéard Ó hAonghusa), né en 1724 à Cill a Mhuilinn en Irlande et mort le 8 octobre 1800 à Cognac, était un négociant jacobite, fondateur de l'entreprise de cognac Hennessy.

## Biographie

### Une jeunesse au service du roi de France
Richard Hennessy naquit en 1724 à Cill a Mhuilinn (Killavullen), petit village dans le comté de Cork en Irlande, au sein d’une famille irlandaise descendant de sir Richard Nagle[Comment ?]. Fils de James Hennessy, esq. de Ballymacmoy, et de Catherine Barrett, il quitta à 19 ans le comté de Cork pour échapper à l'oppression anglaise, à l’instar de milliers de jeunes catholiques de son pays. Il s’engagea dans la brigade irlandaise du roi de France et devint officier au régiment de Clare, au service de Louis XV. C’est peu après la bataille de Fontenoy, en 1745, qu’il découvrit la Charente. Par la suite, il connut divers déboires, et les vingt années qui précédèrent son investissement dans le négoce de l'eau-de-vie de Cognac s'apparentent à « un catalogue de frustrations et d'échecs ».

### Du négoce à la production
En 1757, Richard Hennessy partit à Ostende pour se former au négoce auprès de son cousin Jacques. C'est lors de son retour en France, en 1765, qu'il décida de s’installer en Charente. Après avoir négocié l'aide de banquiers parisiens, il arriva dans cette région avec son épouse Hélène (née Barrett, par ailleurs tante d'Edmund Burke) et leur fils Jacques pour fonder, avec deux associés, Connelly et Arthur, sa propre maison de négoce en eaux-de-vie. Le commerce des eaux-de-vie connaissait alors un essor spectaculaire et les installations d'étrangers, notamment issus du monde britannique, dans le Cognaçais se multiplièrent au cours de la décennie 1760. Le marché irlandais notamment attirait les eaux-de-vie du continent, d'abord parce que les droits de douane y étaient bien inférieurs à ceux pratiqués en Grande-Bretagne, ensuite parce que les pénuries de rhum dues à la guerre de Sept Ans, jointes à une succession de mauvaises récoltes, « impliquait que le goût croissant pour l'alcool ne pourrait être satisfait que par l'augmentation des importations ». 
Il élargit sa clientèle en expédiant les eaux-de-vie achetées à Cognac vers Londres, Dublin et les Flandres. Il comptait en outre des clients à la Cour du roi de France, tel le prince de Soubise, familier de la Charente. Cependant, la Maison Hennessy était encore d'une importance négligeable dans les années 1770, et Richard Hennessy quitta d'ailleurs la ville en 1776 pour s'installer à Bordeaux, où il avait des parents, comme distillateur, en association avec l'alderman George Boyd. Ce n'est que dans le contexte de la décennie révolutionnaire que « les Hennessy, jusqu'alors une maison mineure, accédèrent au rang de grands ». Deux alliances par mariage avec une maison plus ancienne et solidement établie, les Martell, permirent et entérinèrent à la fois cette promotion dans la dernière décennie du siècle.
De nos jours, l'entreprise fondée par Richard Hennessy est l'un des plus importants acteurs des spiritueux de luxe dans le monde, occupant la première place mondiale pour le cognac[réf. souhaitée].